# Annibale Raffaele Montalcini
Annibale Raffaele Montalcini (Crotone, 28 marzo 1797 – Catanzaro, 23 novembre 1861) è stato un arcivescovo cattolico italiano.
Governò l'arcidiocesi di Santa Severina nel decennio precedente la proclamazione dell'unità nazionale.

## Biografia
Nato a Crotone il 28 marzo 1797, all'età di 20 anni entrò nel seminario della Congregazione del Santissimo Redentore ricevendo l'ordinazione presbiterale il 22 settembre 1821.
In seguito alla sua nomina ad arcivescovo, avvenuta il 7 ottobre 1848, venne nominato esaminatore sinodale da papa Pio IX nel concistoro di Gaeta l'11 dicembre 1848.
Il 25 febbraio 1849 venne consacrato arcivescovo di Santa Severina nella cattedrale di Santa Maria Assunta a Catanzaro dal vescovo di Nicotera e Tropea Michele Franchini e dai co-consacratori Concezio Pasquini, vescovo di Squillace, e Vitaliano Provenzano, vescovo titolare di Lorima.
Il 2 giugno 1859 inaugurò la chiesa dell'Annunciazione di Cutro, riprendendo le diverse attività di restauro già avviate dal suo predecessore, l'arcivescovo Lodovico de Gallo, in seguito al terremoto avvenuto l'8 marzo 1832.
Morì a Catanzaro il 23 novembre 1861.

## Genealogia episcopale
La genealogia episcopale è:
- Cardinale Scipione Rebiba
- Cardinale Giulio Antonio Santori
- Cardinale Girolamo Bernerio, O.P.
- Arcivescovo Galeazzo Sanvitale
- Cardinale Ludovico Ludovisi
- Cardinale Luigi Caetani
- Cardinale Ulderico Carpegna
- Cardinale Paluzzo Paluzzi Altieri degli Albertoni
- Papa Benedetto XIII
- Papa Benedetto XIV
- Papa Clemente XIII
- Cardinale Bernardino Giraud
- Cardinale Alessandro Mattei
- Cardinale Pietro Francesco Galleffi
- Vescovo Michele Franchini
- Arcivescovo Annibale Raffaele Montalcini